# Protesty na Haiti (2019)
Protesty na Haiti w 2019 wybuchały w różnych miastach kraju od 7 lutego 2019. Głównym postulatem protestujących była dymisja prezydenta Jovenela Moïse. Opozycja pod przewodnictwem Jeana-Charlesa Moïse domagała się również utworzenia rządu przejściowego oraz ukarania urzędników podejrzewanych o korupcję.

## Okoliczności
Protesty rozpoczęły się po doniesieniach z sal sądowych, że urzędnicy wysokiego szczebla haitańskiego rządu zdefraudowali niemal 3,8 miliarda dolarów pożyczek pochodzących z wenezuelskiego programu preferencyjnych dostaw ropy Petrocaribe oraz informacjach, że prezydent Jovenel Moïse był zamieszany w korupcję. Odczuwalne dla ludności problemy gospodarcze i rosnące koszty utrzymania również podsycały protesty w kraju, w którym notuje się inflację na poziomie 300%.

## Przebieg zamieszek
Pierwszego dnia demonstracji protestujący niszczyli luksusowe pojazdy bogatych Haitańczyków. Następnego dnia, 8 lutego, burmistrzowie niektórych miast ogłosili odwołanie poprzedzające karnawał wydarzenia. Protesty w dniu 9 lutego skutkowały większą liczbą starć z policją, demonstranci obrzucili kamieniami dom prezydenta Moïse po tym jak ochroniarze jednego z oficjeli po zderzeniu z samochodem prowadzonym przez kobietę pobili ją.
12 lutego protestujący spalili popularny supermarket, plądrowali sklepy i udzielili wsparcia buntowi w więzieniu w Aquin, co zaowocowało uwolnieniem wszystkich uwięzionych. W Port-au-Prince został splądrowany budynek mieszczący konsulaty generalne Włochy i Peru. Prezydent Jovenel Moïs w publicznym wystąpieniu z 14 lutego zakomunikował, że nie ustąpi, stwierdzając: "Ja, Jovenel Moïse, głowa państwa, nie oddam tego kraju zbrojnym gangom i handlarzom narkotyków".